# Río Lules
Le Río Lules est une rivière du nord-ouest de l'Argentine, qui coule dans la province de Tucumán. C'est un des principaux affluents du Río Dulce dans lequel il se jette en rive droite. Il fait donc partie du bassin endoréique de la Mar Chiquita.

## Géographie
Il naît dans les versants orientaux bien arrosés des Monts Calchaquís qu'il dévale torrentiellement. Une fois arrivé au pied des montagnes, son cours s'assagit. 
Son parcours de plaine s'effectue vers le sud-est. Il rejoint ainsi le río Dulce (qui coule du nord au sud) au niveau de la petite ville de Bella Vista, à 25 kilomètres au sud de San Miguel de Tucumán.
La surface totale de son bassin versant est de 882 kilomètres carrés. Le débit final, au niveau du confluent avec le río Dulce est de 7,47 m3/s. Son bassin versant compte 72 cours d'eau .

## Les débits mensuels à la station de Potrero de las Tablas
Le río Lules a un régime permanent de type pluvio-nival, avec un débit maximal pendant les mois d'été (janvier à mars). 
Les débits de la rivière ont été observés sur une période de 3 ans (1949-1951) à la station hydrométrique de Potrero de las Tablas, aux coordonnées 26° 35′ 00″ S, 65° 35′ 00″ O, et ce pour une superficie étudiée de 700 km2, soit plus ou moins 75 % de la totalité du bassin versant. 
Le module observé à cet endroit durant cette période était de 3,77 m3/s.
La lame d'eau écoulée dans le bassin atteint ainsi 200 millimètres par an, chiffre satisfaisant dans cette région de yunga assez bien arrosée. Quant au débit spécifique, il se monte à 6,2 litres par seconde et par kilomètre carré de bassin.  